# Hardanger and Geiranger Fjords
Hardanger and Geiranger Fjords è un cortometraggio muto del 1903. Il nome del regista non viene riportato nei credit del film né vi appare quello di un operatore.

## Produzione
Il film, prodotto dalla Hepworth, venne girato in Norvegia.

## Distribuzione
Distribuito dalla Hepworth, il documentario - un cortometraggio della lunghezza di 53,3 metri - presumibilmente uscì nelle sale cinematografiche britanniche nel 1903.
Non si hanno altre notizie del film che si ritiene perduto, forse distrutto nel 1924 quando il produttore Cecil M. Hepworth, ormai fallito, cercò di recuperare l'argento del nitrato fondendo le pellicole.